# Albert de Teschen (1817-1895)
Pour les articles homonymes, voir Albert de Teschen.
Albert Frédéric Rodolphe Dominique de Habsbourg-Lorraine, archiduc d'Autriche et duc de Teschen, est né le 3 août 1817 à Vienne, en Autriche, et est mort le 18 décembre 1895 à Arco. C'est un militaire autrichien puis austro-hongrois ; il a également exercé les fonctions de représentant du roi en royaume de Hongrie de 1851 à 1860.

## Famille
Albert de Teschen est le fils de l'archiduc Charles, qui s'illustra contre l'empereur des Français Napoléon Ier, et de son épouse la princesse Henriette de Nassau-Weilbourg. Par son père, c'est un cousin de l'archiduc François-Charles, père de l'empereur François-Joseph Ier. En 1837, sa sœur aînée, l'archiduchesse Marie-Thérèse, épouse le roi Ferdinand II des Deux-Siciles.
Il épouse, en 1844, la princesse Hildegarde de Bavière (1825-1864), fille du roi Louis Ier de Bavière et de son épouse la princesse Thérèse de Saxe-Hildburghausen.
Trois enfants sont issus de cette union :
- Marie-Thérèse (1845-1927), qui épouse, en 1865, le duc Philippe de Wurtemberg (d’où postérité)
- Charles Albert (1847-1848)
- Mathilde (1849-1867) qui meurt brûlée vive dans sa robe de bal.

## Biographie
S'étant illustré à la bataille de Novare contre la Sardaigne en mars 1849, il acquiert le respect de la cour. 
Immensément riche, champion du camp conservateur, il apporte un soutien indéfectible à la politique absolutiste et ultramontaine mise en œuvre par l'archiduchesse Sophie, mère du jeune empereur François-Joseph Ier après la révolution de 1848.

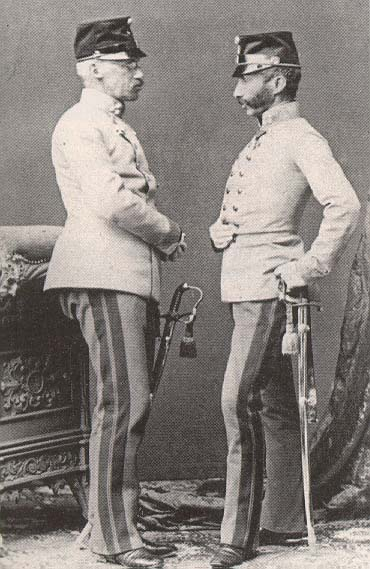
Albert de Teschen (à gauche) et son frère Charles-Ferdinand de Teschen.

En 1851, il est nommé gouverneur de Hongrie, fonction qu’il conserve jusqu’en 1860. Vers cette époque, il pousse son frère cadet, l'archiduc Charles-Ferdinand de Teschen, à épouser l'archiduchesse Élisabeth, une cousine de la branche hongroise, sœur de la reine Marie-Henriette de Belgique mais veuve et déjà mère d'une petite fille, afin d’empêcher le mariage de celle-ci avec le jeune François-Joseph Ier et de plaire ainsi à l'archiduchesse Sophie.
Peu après les défaites autrichiennes en Italie (1859), qui amènent les souverains déchus à s'exiler en Autriche (dont sa sœur, la reine-mère des Deux-Siciles), l'archiduc est démis de ses fonctions de gouverneur de Hongrie. À partir de cette date, l’Autriche s'engage en effet dans une voie plus libérale.
Pendant la Guerre austro-prussienne de 1866, Albert de Teschen est victorieux à Custoza, n'empêchant la défaite autrichienne face à la Prusse et ses alliés de la Confédération germanique. L'archiduc s'oppose pourtant ouvertement mais vainement à la constitution de la double-monarchie au profit des Hongrois parce qu’il juge que celle-ci lèse les peuples slaves de l'Empire (et notamment les Tchèques), seuls soutiens du trône pendant la révolution de 1848. Les discussions houleuses qui l'opposent alors à la jeune impératrice Élisabeth, hungarophile convaincue, sont restées dans les mémoires. Plus tard, l'archiduc s'oppose de la même façon au libéral prince héritier Rodolphe.
À la même époque, Albert de Teschen perd son épouse, qui meurt à 38 ans, victime d’une maladie contractée en revenant des obsèques de son frère, le roi Maximilien II de Bavière  puis, en 1867, sa fille cadette, Mathilde, âgée de 18 ans. La jeune fille, promise au futur roi d'Italie, meurt brûlée vive, sa cigarette ayant mis le feu à sa robe à crinoline.
L'archiduc meurt en 1895, à l'âge de 77 ans à Arco, agréable petite ville thermale aristocratique près du lac de Garde, où il se retirait l'hiver dans la propriété qu'il avait fait construire et soignait une mélancolie devenue chronique à la suite de ses malheurs familiaux. Il était devenu aveugle à la fin de sa vie. Son unique fils étant mort au berceau, son neveu l'archiduc Frédéric de Teschen, fils de son frère Charles-Ferdinand et de l'archiduchesse Élisabeth, hérite de sa fortune, de ses terres et de ses châteaux. Il est inhumé dans la crypte des Capucins à Vienne.